# Siegfried Martsch
Siegfried Martsch (17 de setembro de 1953 - 15 de fevereiro de 2022) foi um político alemão.
Membro da Aliança 90/Os Verdes, serviu no Landtag da Renânia do Norte-Vestfália de 1990 a 2000. Martsch faleceu a 15 de fevereiro de 2022, aos 68 anos.